# Diedorf (Bavière)
Diedorf est une ville-marché (markt) de Bavière en (Allemagne), située dans l'arrondissement d'Augsbourg et le district de Souabe.

## Géographie

Situation de Diedorf dans l'arrondissement d'Augsbourg

Diedorf est située sur la rivière Schmutter, à 12 km à l'ouest d'Augsbourg, sur les routes fédérales 10 et 300. Il est composé du village principal de Diedorf (4 777 habitants en 2011) et de sept autres villages et hameaux: Anhausen (1 459 habitants), Biburg (1 268 habitants), Hausen (769 habitants), Kreppen (141 habitants), Lettenbach (1 067 habitants), Oggenhof (304 habitants), Vogelsang (213 habitants) et Willishausen (282 habitants).
Communes limitrophes (en commençant par le nord et dans le sens des aiguilles d'une montre) : Aystetten, Neusäß, Stadtbergen, Augsbourg, Gessertshausen, Kutzenhausen et Horgau.

## Histoire
La première mention écrite du village de Diedorf date de 1056. Il est la propriété des seigneurs locaux jusqu'à l'extinction de leur famille au XIIIe siècle.
En 1264, il devient la propriété du monastère Ste Catherine des Dominicains d'Augsbourg jusqu'à la sécularisation de 1803 et à son incorporation en 1806 au royaume de Bavière.
En 1978, les communes de Anhausen, Biburg et Willishausen fusionnent avec Diedorf et la ville obtient le statut de marché (markt) en 1996.

## Administration
Peter Högg est maire depuis 2014.
Le conseil municipal est composé de 24 élus répartis selon la composition suivante :
| Parti                                               | Nombre de conseillers |
| --------------------------------------------------- | --------------------- |
| Wir für Diedorf (Nous pour Diedorf)                 | 8                     |
| CSU                                                 | 7                     |
| Alliance 90/Les Verts                               | 3                     |
| SPD                                                 | 2                     |
| Bürgerunion Diedorf (Union des Citoyens de Diedorf) | 2                     |
| FW                                                  | 2                     |

## Démographie
| 1840  | 1871  | 1900  | 1910  | 1925  | 1933  | 1939  | 1950  | 1961  |
| ----- | ----- | ----- | ----- | ----- | ----- | ----- | ----- | ----- |
| 1 288 | 1 386 | 1 568 | 1 615 | 1 723 | 1 756 | 1 878 | 3 385 | 4 119 |

| 1970  | 1987  | 2000   | 2005   | 2009  | 2022   | - | - | - |
| ----- | ----- | ------ | ------ | ----- | ------ | - | - | - |
| 5 060 | 7 400 | 10 105 | 10 063 | 9 910 | 10 705 | - | - | - |

## Économie
Il y a environ 1000 commerçants, dont 300 avec plusieurs salariés. Les plus grandes entreprises basées à Diedorf sont:
- Kühl Gruppe (élimination et recyclage)
- Keimfarben (Fabricant de peintures silicatées)

Le siège de la société de peinture Keimfarben, qui a travaillé pour la Maison-Blanche et le Bolchoï ainsi que pour la mairie de Schwytz (1890-1891), se trouve à Diedorf.
- Borscheid + Wenig (équipementier automobile de transformation des matières plastiques)
- Kemmler Baustoffzentrum (centre de matériaux de construction)
- Autohaus Mayrhörmann
- Nussbaum Reisen (compagnie de bus)
- Proteco (agence événementielle)
- Böhme Eventmarketing
- Schüßler GmbH (Terrassement/Transport)

## Monuments
- Église catholique St Barthélémy datant de 1736, reconstruite en style baroque sur un édifice roman.
- La grotte de Lourdes au parc citoyen (Bürgerpark) est une fondation de la famille locale Kraus et a été inaugurée en 1908.

## Personnalités
- Benedikt Abbt (1768–1847), théologien, Chanoine de l'évêché d'Augsbourg
- Bernhard Langer, (1957- ), joueur de golf professionnel.

## Jumelages
La commune de Diedorf est jumelée avec :
- Bernartice (Tchéquie) depuis 1997 dans le district de Jeseník et la région d'Olomouc
- Bonchamp-lès-Laval (France) depuis 1991 dans le département de la Mayenne en Pays de la Loire